# 페이롤
페이롤(payroll)은 회사의 고용인 중 보상 및 기타 근로 수당을 받을 자격이 있는 직원의 목록과 각 직원이 받아야 할 금액을 의미한다. 각 직원이 근무 시간 또는 수행한 작업에 대해 받아야 할 금액과 함께, 페이롤은 급여, 임금, 상여금 및 원천징수된 세금을 포함하여 이전에 직원에게 지급된 회사의 지급 기록 또는 보수를 처리하는 회사의 부서를 의미할 수도 있다. 회사는 페이롤 프로세스의 모든 측면을 사내에서 처리하거나 페이롤 처리 회사에 일부를 아웃소싱할 수 있다.
미국의 페이롤은 공정근로기준법에 따른 고용 면제, 기록 보관, 세금 요건을 포함한 연방, 주 및 지역 규정의 적용을 받는다.
최근 몇 년 동안 클라우드 기반 페이롤 솔루션으로의 상당한 전환이 이루어졌다. 이러한 플랫폼은 비용 절감, 확장성 및 실시간 데이터 액세스와 같은 이점을 제공하여 모든 규모의 기업들 사이에서 점점 더 인기를 얻고 있다. USD Analytics의 보고서에 따르면 글로벌 클라우드 기반 페이롤 소프트웨어 시장은 2023년 108억 달러에서 2030년에는 205억 달러로 성장할 것으로 예상되며, 이는 연평균 성장률(CAGR) 9.6%를 반영한다.

## 빈도
회사들은 일반적으로 정기적으로 페이롤을 처리한다. 이 간격은 회사마다 다르며, 같은 회사 내에서도 직원 유형에 따라 다를 수 있다.
미국 노동부와 미국 노동통계국이 2022년 2월에 실시한 연구에 따르면, 미국에서 가장 흔한 4가지 급여 지급 빈도는 다음과 같다.
- 주간 - 31.8% - 연간 52개의 40시간 급여 기간이 있으며, 초과 근무 계산을 위한 1개의 40시간 근무 주를 포함한다.
- 격주간 - 45.7% - 연간 26개의 80시간 급여 기간이 있으며, 초과 근무 계산을 위한 2개의 40시간 근무 주로 구성된다.
- 반월간 - 18.0% - 연간 24개의 급여 기간이 있으며, 월 2회의 급여 지급일이 있다. 급여는 일반적으로 매월 1일과 15일 또는 15일과 말일에 지급되며, 급여 기간당 86.67시간으로 구성된다.
- 월간 - 4.4% - 연간 12개의 급여 기간이 있으며, 월별 지급일이 있다. 각 월별 페이롤은 173.33시간으로 구성된다.

이 빈도는 사업장의 규모 또는 지난 12개월 동안 사업체 내 최대 직원 수에 따라 달라진다.
| 규모    | 주간  | 격주간 | 반월간 | 월간  |
| ------- | ----- | ------ | ------ | ----- |
| 1-9     | 31.1% | 36.0%  | 23.0%  | 10.0% |
| 10-19   | 33.4% | 45.9%  | 20.1%  | 0.6%  |
| 20-49   | 40.5% | 44.1%  | 13.4%  | 2.1%  |
| 50-99   | 29.7% | 54.4%  | 14.7%  | 1.2%  |
| 100-249 | 29.3% | 56.4%  | 12.8%  | 1.5%  |
| 250-499 | 23.8% | 64.0%  | 12.0%  | 0.3%  |
| 500-999 | 22.8% | 63.9%  | 12.8%  | 0.5%  |
| 1000+   | 21.6% | 67.6%  | 9.8%   | 0.9%  |

## 구성 요소

### 총 급여
총 급여(Gross pay)는 총소득(Gross income)이라고도 하며, 공제나 세금이 제외되기 전에 직원이 버는 총 지급액이다. 시간당 급여를 받는 직원의 경우, 총 급여는 시간당 급여율에 정규 근무 시간을 곱하여 계산한다. 직원이 초과 근무 시간이 있는 경우, 초과 근무 시간은 초과 근무 급여율에 곱해지고 두 금액을 더한다. 총 급여에는 직원이 받을 수 있는 다른 유형의 수입도 포함된다. 여기에는 휴가 급여, 휴가 또는 병가 급여, 보너스, 직원이 받을 수 있는 기타 잡다한 수입이 포함될 수 있다.

### 공제
직원의 총 급여에서 세금 전 공제와 세금 후 공제가 포함될 수 있는 다양한 자발적 공제가 있다.
세금 전 공제는 직원의 총 급여 금액에서 세금이 부과되기 전에 공제되는 것이다. 여기에는 건강보험, 치과 보험 또는 생명 보험, 특정 개인 퇴직 계좌에 대한 공제, FSA 또는 HSA 계정에 대한 공제가 포함될 수 있다.
세금 후 공제는 세금이 직원의 급여에서 공제된 후에 발생하는 공제이다.

### 환급
페이롤 구성 요소에는 직원이 회사를 대신하여 부담하는 일부 비용에 대한 환급이 포함될 수 있다. 많은 경우 이는 직원의 세금 절감에 도움이 된다. 직원은 일반적으로 실제 금액을 확인하기 위해 일부 청구서를 제출해야 한다. 이는 일반적으로 관리자와 재무팀의 승인을 받아야 한다. 인도 페이롤에서 일반적인 환급 구성 요소에는 전화 요금, 운전자 급여, 연료 환급 등이 포함된다.

### 세금
다양한 수준의 정부는 고용주에게 다양한 유형의 소득세 및 페이롤 세금을 원천징수하도록 요구한다. 미국에서 페이롤 세금은 사회 보장 및 메디케어 비용을 지원하는 데 사용되는 반면 소득세는 다른 연방 및 주 프로그램을 위해 사용된다. 캐나다에서 페이롤 세금은 정부의 연금 계획(CPP 또는 QPP) 및 고용 보험 프로그램(EI)을 지원하는 데 사용되는 반면 소득세는 공공 의료 및 기타 연방 및 주/영토 프로그램을 자금 지원하는 데 사용된다.

### 임금 압류
임금 압류는 기한이 지난 채무를 징수하기 위한 법원 명령 방식이며, 고용주는 직원의 임금에서 돈을 원천징수한 다음 직접 채권자에게 보내야 한다. 임금 압류는 세금 후 공제로, 이러한 의무적인 원천징수는 직원의 과세 소득을 낮추지 않는다. 임금 압류를 유발할 수 있는 미지급 채무에는 신용 카드 청구서 및 의료 청구서, 양육비 및 배우자 부양비, 연방 학자금 대출, 세금 징수 등이 포함된다. 이러한 각 압류에는 공제될 수 있는 금액에 다른 제한이 있을 수 있다.

### 순수령액
순수령액은 모든 필수 및 자발적 공제가 공제된 후 직원이 받는 총 금액이다.

## 아웃소싱
기업은 페이롤 기능을 페이롤 서비스 뷰로 또는 완전 관리형 페이롤 서비스와 같은 아웃소싱 서비스에 아웃소싱하기로 결정할 수 있다. 이러한 서비스는 페이롤 교육을 받은 직원을 사내에 두는 데 드는 비용과 페이롤 처리에 필요한 시스템 및 소프트웨어 비용을 일반적으로 절감할 수 있다. 일부 회사에서는 이로 인해 비용이 절감될 수 있지만, 많은 회사에서는 특별히 설계된 페이롤 프로그램이나 직원 지급금이 있는 경우 페이롤을 아웃소싱하기 위해 더 큰 비용을 지불하게 된다. 많은 국가에서 기업 페이롤은 해당 규제 기관에 일관되고 정확하게 세금을 신고해야 한다는 점에서 복잡하다. 예를 들어, 일반적으로 팁 계산, 공제, 압류 및 기타 변수가 포함되는 식당 페이롤은 특히 신규 또는 소규모 사업주에게는 관리하기 어려울 수 있다. 또 다른 이유는 회사 경영진이 페이롤 업무를 처리할 시간이 없기 때문이다.
영국에서 페이롤 사무소는 모든 HM Revenue & Customs 문의를 처리하고 직원의 문의를 처리한다. 페이롤 사무소는 또한 기업 회계 부서의 보고서와 직원의 급여 명세서를 작성하며 필요한 경우 직원에게 지급금을 지급할 수도 있다. 2016년 4월 6일 현재, 우산 회사는 더 이상 출장 및 생활비를 상쇄할 수 없으며, 그렇게 할 경우 HMRC에 받은 세금 감면액을 상환할 책임이 있다고 간주된다. 또한, 채용 회사 및 고객은 미납된 세금에 대해 잠재적으로 책임이 있을 수 있다.
많은 기업이 아웃소싱하는 또 다른 이유는 페이롤 법규의 복잡성이 계속 증가하고 있기 때문이다. 세금 코드, PAYE (Pay as you earn) 및 국민 보험 범위의 연간 변경뿐만 아니라 법정 지급 및 공제가 페이롤을 거쳐야 하는 경우가 많아 현재 법규를 준수하기 위해 최신 정보를 파악해야 하는 일이 많다.
반면에 기업은 추가 페이롤 전문가를 고용하거나 페이롤 회사에 아웃소싱하는 대신 페이롤 소프트웨어를 활용하여 페이롤 회계사 또는 사무실의 노력을 보충하기로 결정할 수도 있다. 페이롤 소프트웨어는 입력된 요금, 전자 번디 시계와 같은 다른 통합 도구에서 얻은 승인된 데이터, 기타 필수적인 디지털 인사 도구를 기반으로 계산한다.

## 같이 보기
- 페이롤 자동화